# Coda alla vaccinara
La coda alla vaccinara prononcé : [ˈkoːda alla vattʃiˈnaːra] est un ragoût de queue de bœuf de la cuisine romaine moderne comprenant divers légumes, notamment du céleri. La queue est considérée comme un abats, surnommé à Rome le quinto quarto, « le cinquième quart ».

## Préparation
La queue de bœuf est étuvée puis mijotée avec de grandes quantités de céleri (généralement 1,5 kilo de céleri pour chaque kilo de queue), des carottes et des herbes aromatiques. On ajoute des tomates et du vin rouge, puis on poursuit la cuisson du mélange avec un soffritto d'oignons, d'ail, de prosciutto, de pancetta et de quelques autres ingrédients. Pendant la phase finale de la cuisson, un bouquet garni de feuilles de laurier, de branches de céleri et de clous de girofle est mis dans la marmite pour l'aromatiser. La viande est cuite jusqu'à ce qu'elle se détache facilement des os. Il est assaisonné de cannelle, de noix de muscade et de poivre noir et garni de pignons.
La coda est généralement préparée au goût aigre-doux, avec des raisins secs, ou parfois des fruits confits ou une petite quantité de chocolat aigre-doux râpé. La soude est généralement préparée à l'avance et réchauffée. Les restes peuvent être utilisés comme sauce pour les rigatoni, qui sont alors appelés rigatoni al sugo di coda.